# Nino Martoglio

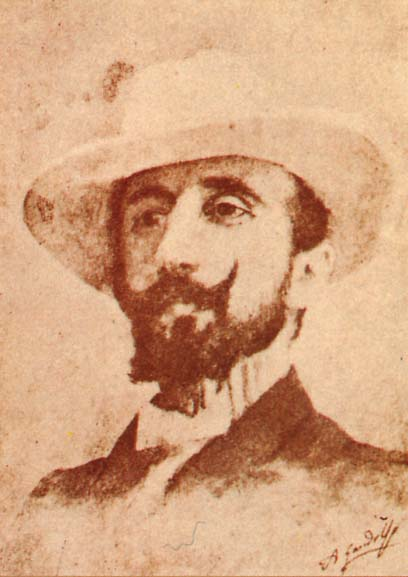
Nino Martoglio, Zeichnung von Antonino Gandolfo

Nino Martoglio (* 3. Dezember 1870 in Belpasso; † 15. September 1921 in Catania) war ein italienischer Schriftsteller, Verleger, Regisseur und Produzent. Er zählt zu den Vertretern der Sizilianischen Sprache.

## Leben und Wirken
Von 1889 bis 1904 gab er in Catania die Wochenzeitschrift D’Artagnan heraus, die sich mit kulturellen Themen befasste und politische Satire beinhaltete.
1903 gründete er in Catania die Theatergruppe Compagnia drammatica Siciliana, die u. a. neue Werke von Luigi Pirandello aufführte.
Ab 1913 war er als Regisseur von Theaterstücken und Filmen tätig. Zu den bekannteren Filmen zählen Sperduti nel buio (1914) und Teresa Raquin (1915) nach dem Roman Thérèse Raquin von Émile Zola.
Seine Filme prägten den veristischen Film.
Seit 1987 wird in seinem Geburtsort Belpasso der Nino Martoglio International Book Award verliehen, ein Literaturpreis für sizilianische Schriftsteller.